# آندره دوو
آندره دوو (فرانسوی: André Devaux‎؛ ۴ اوت ۱۸۹۴ – ۲۸ فوریه ۱۹۸۱) دونده اهل فرانسه بود.
وی در مسابقات کشوری و بین‌المللی در مجموع برندهٔ ۱ مدال برنز شده‌است.